# Grotta

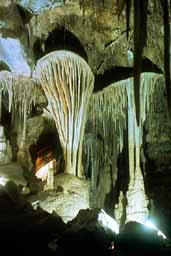
Grotta, Great Basin National Park, Nevada, USA

En grotta är ett naturligt hålrum, stort nog för en människa att intränga i. Vanligtvis är grottor huvudsakligen horisontella, eventuellt med vertikala inslag. Ett helt vertikalt hålrum kan gå under benämningen grotta, men kanske hellre som schakt eller hål. En del hävdar att hålrummet måste ha en mörkerzon, det vill säga någon del där dagsljuset inte tränger in, för att kallas grotta. Men bland allmänheten är det vanligt att man även kallar exempelvis urgröpningar vid havet eller ett naturligt skydd i ett berg för grottor.
Bland speleologer som undersöker grottor i berg förekommer mer strikta definitioner av begreppet grotta. Exempelvis, inom Sveriges Speleologförbund (SSF) definieras en grotta som "en naturligt bildad hålighet i berg, sten eller jord, vara minst 2 m lång från mynning till innersta vägg och vara stor nog att rymma minst en person. Någon del av grottan ska vara väsentligt mörkare än dagsljuset utanför". Inom Sveriges Speleologförbund kallar man en formation som inte uppfyller kraven för grotta, men som påminner om grotta, för grottliknande bildning.
Personer som har grottor som hobby och besöker grottor för att det är spännande kallas grottkrypare. Personer som har ett mer vetenskapligt intresse kallas för grottforskare eller speleologer. Många länder har nationella organisationer som samlar landets grottkrypare och speleologer. Exempel på sådana är Norsk Grotteforbund (NGF) i Norge, British Caving Association (BCA) i Storbritannien, Sveriges speleologförbund i Sverige och National Speleological Society (NSS) i USA.
Grottor är intressanta ur många aspekter. Förutom det utmanande i att ta sig fram i grottor kan man hitta ben av utdöda djurarter, lämningar efter förhistoriska människor eller ovanliga växt- och djurarter i dem. Grottor kan även ha intressanta sägner knutna till sig. Vidare är många intresserade av grottor på grund av upptäckarglädjen och möjligheten att kartlägga tidigare ej utforskade grottgångar eller grottsystem.

## Grottmaterial
Grottor kan bildas i flera olika material. Ofta avser man med grotta ett hålrum i berg. Ett hålrum i berg som inte är naturligt kan vara till exempel en gruva eller en tunnel. Grottor förekommer även i och i underkanten av glaciärer, där vatten kan gröpa ur långa gångar. Dessa kallas ibland för isgrottor, men isgrotta kan även referera till en grotta i berg som har partier med is som inte smälter bort under sommaren. Ett undantag till att hålrummet måste vara naturligt gäller snögrottor. Dessa är vanligtvis gjorda av människor.

## Typer av grottor
Grottor bildas av geologiska processer.
Exempel på processer som kan vara aktuella är kemiska processer, erosion, tektonik, mikroorganismer, tryck och inflytande av atmosfären.

### Primära grottor
Några grottor bildas samtidigt som det omgivande materialet. Dessa kallas för primära grottor.

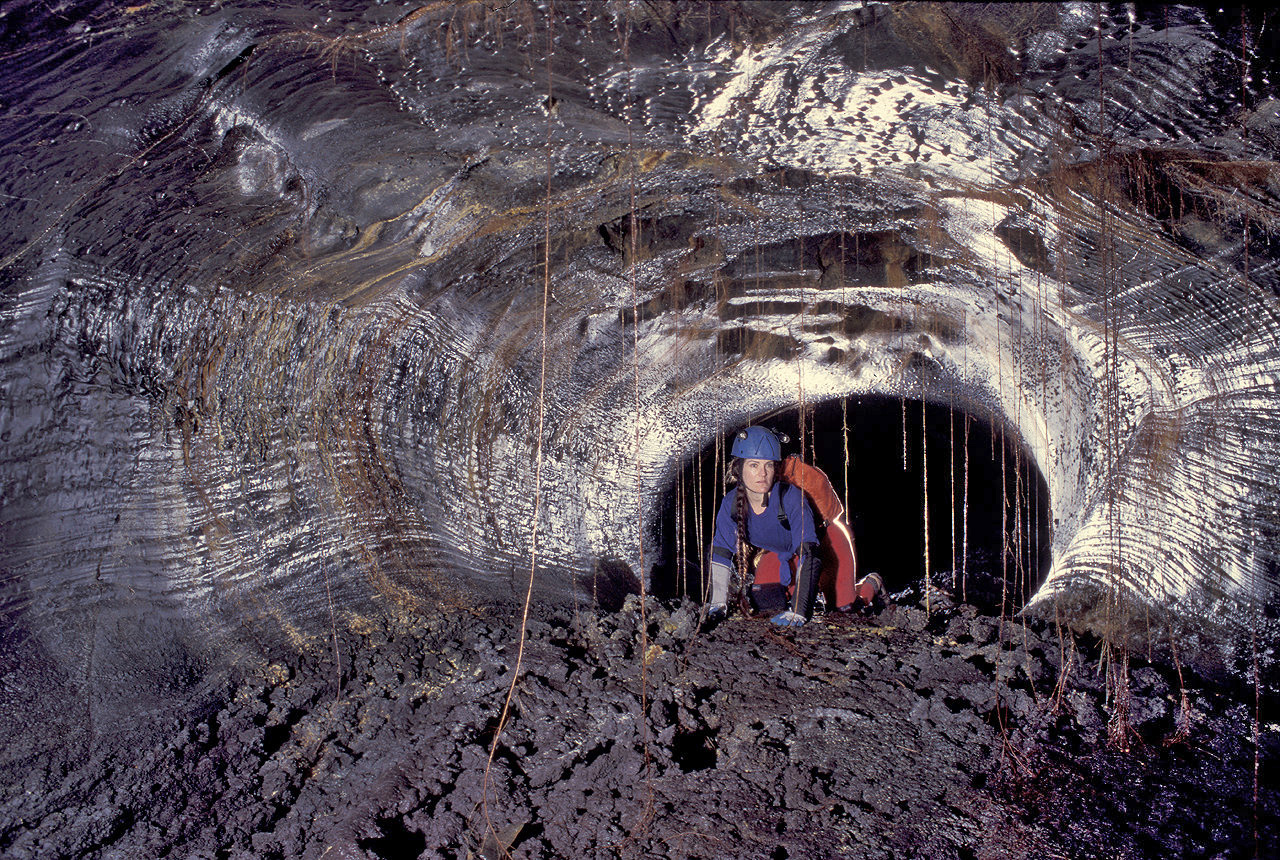
Inne i en lavagrotta på Hawaii

- Lavagrottor, eller lavatunnlar, bildas av vulkanisk aktivitet. Om lavan flyter nedför en backe och kyls kan den stelna på ytan. Om lavan inuti flyter bort bildas en grotta. Lavagrottor finns bland annat på Hawaii och på Island. Kazumura Cave på Hawaii är världens längsta lavagrotta, mer än 65 km lång.

### Sekundära grottor
Grottor som bildas efter det omgivande materialet kallas för sekundära grottor. Detta är den vanligaste typen.
- Karstgrottor är belägna i berg av kalksten eller dolomit och har bildats genom att vatten med lågt pH har trängt in och cirkulerat i sprickor och småningom löst upp (korroderat) bergarten och karst har börjat att bildas. Grottgångarna är orsakade av vattnets kemiska inverkan på stenen. Beroende på riktningen och beskaffenheten hos de vägar i bergets inre utefter vilket vattnet har runnit har gångarna fått olika form, storlek, längdutsträckning, höjd och läge. Ofta förekommer stora rum, från vilka mer eller mindre vidsträckta gångar utgår eller förgrenar sig i ena eller andra riktningen. Grottor av detta slag finns i alla länder, som äger större kalkstensområden. I åtskilliga karstgrottor finns vackra droppstensbildningar. I Sverige förekommer karstgrottor företrädesvis i fjällkedjan (Korallgrottan som är Sveriges längsta grotta är en sådan), även om mindre karstgrottor också finns i södra Sverige. Lummelundagrottan på Gotland är ett lysande undantag. Benämningen "karst" kommer av det tyska namnet för ett område i Slovenien (där det kallas Kras) och i Italien (där det kallas Carso). Den första forskningen kring kalkstenstopografi gjordes i detta område.

- Strandgrottor förekommer vid branta, klippiga kuster och har bildats genom vattnets (havsvågors och bränningars) rent mekaniskt sönderbrytande och bortförande inverkan på även hårdare bergarter av med sprickor genomsatta partier. Dessa grottor har ofta ett i viss grad nischformat utseende, men kan även sträcka sig ganska långt in i berget. Man kan även finna strandgrottor långt uppe på land vid gamla havsnivåer, exempelvis vid Östersjöns olika föregångare.

- Sprickgrottor eller förskjutningsgrottor är hålrum som uppkommit genom sättningar och förskjutningar i berget. Sprickgrottor blir sällan speciellt långa. Till dem som ändå har längd av ansenliga mått hör Trollegater (143 meter) i Östergötland. En annan vanligt förekommande sprickgrottyp i områden som varit täckta av inlandsis är de så kallade neotektoniska grottorna som bildats av att en bergsknalle spruckit upp på grund av de spänningar som byggs upp av landhöjningen. Ett utmärkt exempel på denna typ är Bodagrottorna utanför Iggesund i Hälsingland, Sverige, som med sina 2633 meter är en av världens längsta granitgrottor.

- Blockgrottor är grottor som bildas mellan stenblock eller mellan stenblock och fast berg. De kan exempelvis bildas när en bergsbrant rasar ner och bildar så kallade rasbrantsgrottor, eller under flyttblock.

- Horisontella jättegrytor är en ovanlig, men förekommande grottyp. Sådana grottor har rundad form och släta väggar. Ett exempel är Rösjögrottan utanför Motala.

- Frostvittringsgrottor. Frostvittring innebär att vatten, som trängt in i porer och sprickor i berggrunden, utvidgas när det fryser till is och får små bitar sten att lossna. Processen spelar, i klimat där det förekommer, främst en bidragande roll vid många grottors bildning. Det finns dock även exempel på grottor som anses ha bildats enbart eller nästan enbart genom frostvittring. En sådan grotta är Uvhålet på Djurmo klack i Dalarna.

### Svenska landskapsgrottor

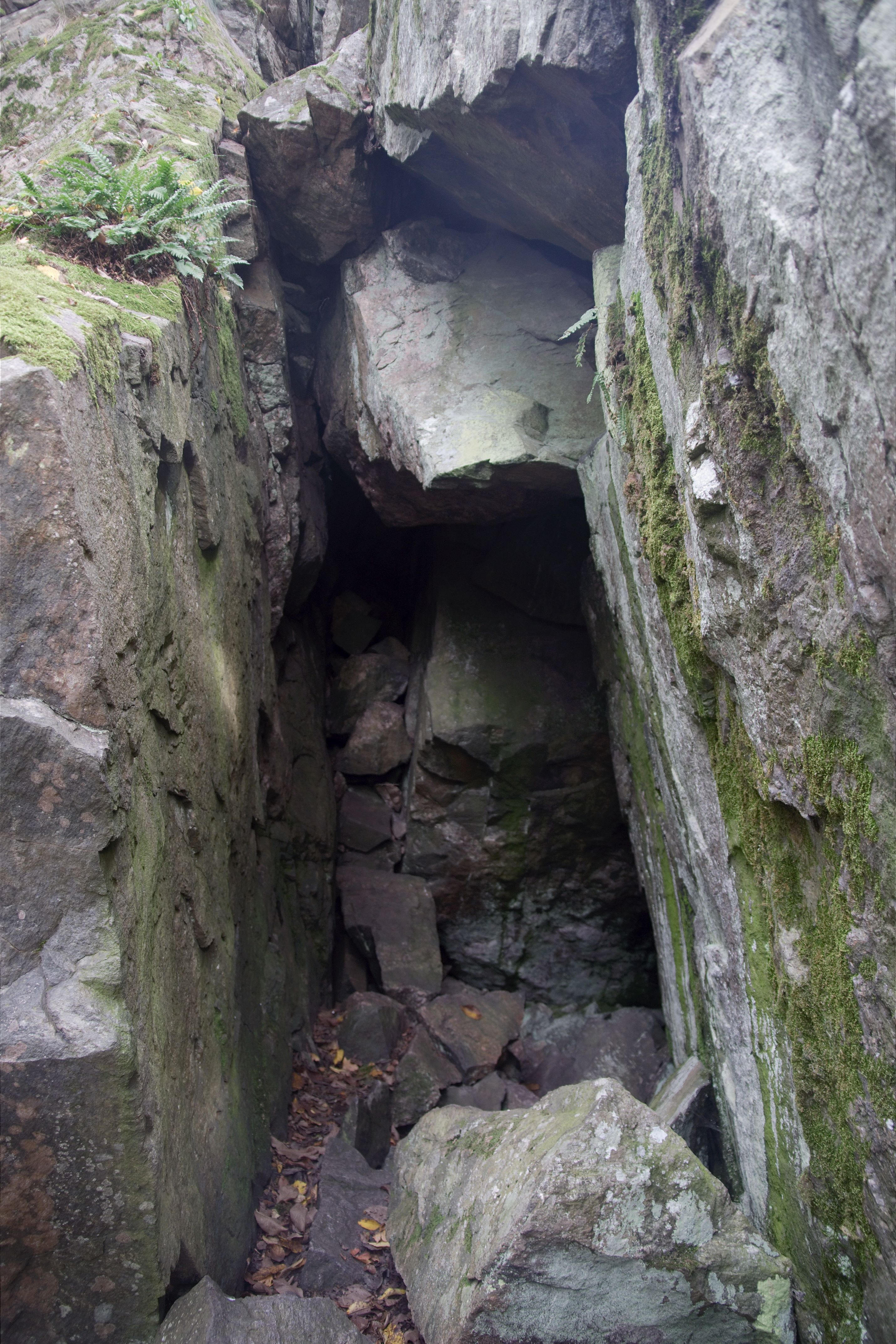
Klövbergsgrottan, ingång A

## Grottor i Sverige

### Sveriges 5 längsta grottor[2]
1. 5600m Korallgrottan
2. 3900m Lummelundagrottan
3. 2796m Labyrintgrottan
4. 2633m Bodagrottorna
5. 2280m Övre Kåppasjokkgrottan

### Svenska landskapsgrottor[3]
| Landskap      | Grotta                      |
| ------------- | --------------------------- |
| Blekinge      | Skaftaskärv                 |
| Bohuslän      | Klingkyrkan                 |
| Dalarna       | Jätturngrottan              |
| Dalsland      | Jättestöva                  |
| Gotland       | Lummelundagrottan           |
| Gästrikland   | Gillbergs Hide              |
| Halland       | Midsommarstugan             |
| Hälsingland   | Bodagrottorna               |
| Härjedalen    | Getstugan i Ulveberget      |
| Jämtland      | Korallgrottan               |
| Lappland      | Övre Kåppasjokkgrottan      |
| Medelpad      | Drömgrottan                 |
| Norrbotten    | Grottorna på Luppioberget   |
| Närke         | Stora Vargaklämman          |
| Skåne         | Balsbergsgrottan            |
| Småland       | Grottan i Karnaberg         |
| Södermanland  | Klövbergsgrottan            |
| Uppland       | Gillberga gryt              |
| Värmland      | Gylterudsgrottan            |
| Västerbotten  | Lobergsgrottan              |
| Västergötland | Ryds grottor                |
| Västmanland   | Rudtjärnsgrottan            |
| Ångermanland  | Räckebergskyrkan            |
| Öland         | Flakgrottan i Horns branter |
| Östergötland  | Trollegater                 |

### Fler grottor
- Barnekällagrottan, Kristianstads kommun
- Hölickgrottorna, Hudiksvalls kommun
- Jungfrukamrarna, Höganäs kommun
- Pukeberget med Pukebergsgrottan, Enköpings kommun
- Tykarpsgrottan, Hässleholms kommun
- Skarpnäcksgrottan, Stockholms kommun

## Grottor i världen
Grottor finns över hela världen, men många är ännu ej upptäckta. Antalet dokumenterade grottor är starkt relaterat till länder där grottkrypning varit en populär aktivitet i många år, exempelvis Australien, Frankrike, Italien, Storbritannien och USA.
Som ett resultat av detta finns grottor på många ställen i Europa, Nordamerika och Oceanien medan Sydamerika, Afrika, Asien och Antarktis har relativt sett färre dokumenterade grottor. Detta är dock en grov generalisering då exempelvis stora delar av Nordamerika saknar dokumenterade grottor, medan exempelvis Brasilien och Madagaskar har många kända grottor. Allteftersom jordens områden med potentiella grottor genomsöks mer noggrant kan man vänta sig att fördelningen av grottor kommer att förändras. Exempelvis har Kina ungefär hälften av världens exponerade kalksten (mer än 1 000 000 km²) men ändå relativt få dokumenterade grottor.

### Rekordhållare

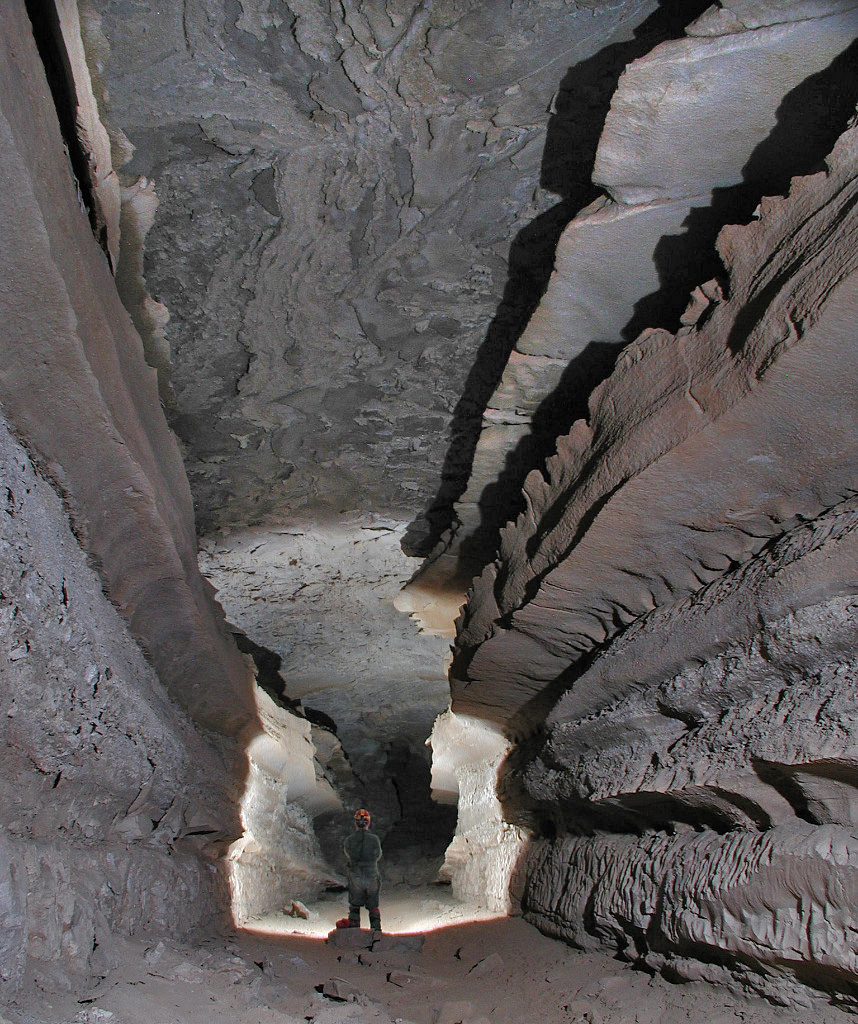
En grottgång i Mammoth Cave System, världens längsta grotta.

Det grottsystem som har den längsta sammanlagda längden av sina gångar är Mammoth Cave System i Kentucky i USA med 591 km (januari 2009). De två därefter längsta grottorna är bara runt en tredjedel så långa. Näst längst är Optimisticeskaja i Ternopil oblast i Ukraina med 230 km (januari 2009) och strax därefter Jewel Cave i South Dakota i USA med 225 km (januari 2009). Europas näst längsta grotta är Hölloch i Schweiz. Den längsta grottan i Skandinavien är Tjoarvekrájgge i Nordland, Norge, som är karterad till 21,8 km längd (januari 2009).
Världens djupaste grotta (2022), när man räknar höjdskillnaden mellan grottans högsta och lägsta punkt, är Verjovkinagrottan i Abchazien, Georgien, med 2 212 meter. Näst djupast (2022) är Kruberagrottan i samma bergsmassiv, med 2 199 meter. Det var den första grottan i världen som utforskades till ett djup på mer än 2 km. Den första grottan som utforskades till ett djup på mer än 1 km var den kända Gouffre Berger i Frankrike, som nu tillsammans med Gouffre de la Fromagere mäter 1 273 meters djup (januari 2009). Andra grottor bland de djupaste i världen är Illyuzia-Mezhonnogo-Snezhnaya, också i Abchazien, Georgien, med 1 753 meter (januari 2009), Lamprechtsofen Vogelschacht Weg Schacht i Österrike med 1 632 meter och Gouffre Mirolda - Lucien Bouclier i Frankrike med 1 626 meter.
Det djupaste kända schaktet (lodräta stupet) i en grotta finns i grottan Vrtoglavica i Slovenien och mäter 603 meter. Näst djupast är ett schakt i grottan Patkov Gušt i Velebitbergen i Kroatien med 553 meter.
Det största grottrummet är Sarawak Chamber i grottan Lubang Nasib Bagus som ligger i nationalparken Gunung Mulu, Sarawak, Borneo, Malaysia. Det är en stenblocksfylld sal som mäter 600 gånger 415 meter, med en höjd på 100 meter.
Eftersom nya grottor och nya grottgångar hela tiden upptäcks måste rekordlistan med all sannolikhet revideras efterhand.

### Andra intressanta grottor och grottliknande bildningar
Villa Luz i Mexiko är en giftig grotta fylld med svavelväte och bakteriekolonier.
Några grottor har tack vare sitt innehåll av grottmålningar och andra kulturlämningar utsetts till Världsarv, exempel på detta är Atapuerca (karstbildning) och Altamira. Bland grottliknande bildningar kan nämnas Las Médulas i Spanien, som är resterna efter romarnas brytning av guld med hjälp av den äldre gruvbrytningstekniken Ruina Montium, även detta utsett till Världsarv.